# 富什朗 (杜省)
富什朗（法語：Foucherans，法語發音：[fuʃʁɑ̃]）是法国杜省的一个旧市镇，属于贝桑松区。2019年，富什朗与市镇塔尔瑟奈合并为新市镇塔尔瑟奈-富什朗。

## 地理
富什朗（47°9'26"N, 6°8'12"E）面积10.95 平方千米，位于法国勃艮第-弗朗什-孔泰大區杜省，该省份为法国东部内陆省份，北起上索恩省，西接汝拉省，东部及东南部与瑞士接壤，东北部与贝尔福地区省接壤。
与富什朗接壤的市镇（或旧市镇、城区）包括：勒格拉特里、奥尔南、塞-迈西耶尔、塔尔瑟奈、特雷波、博讷沃勒普里约雷。
富什朗的时区为UTC+01:00、UTC+02:00（夏令时）。

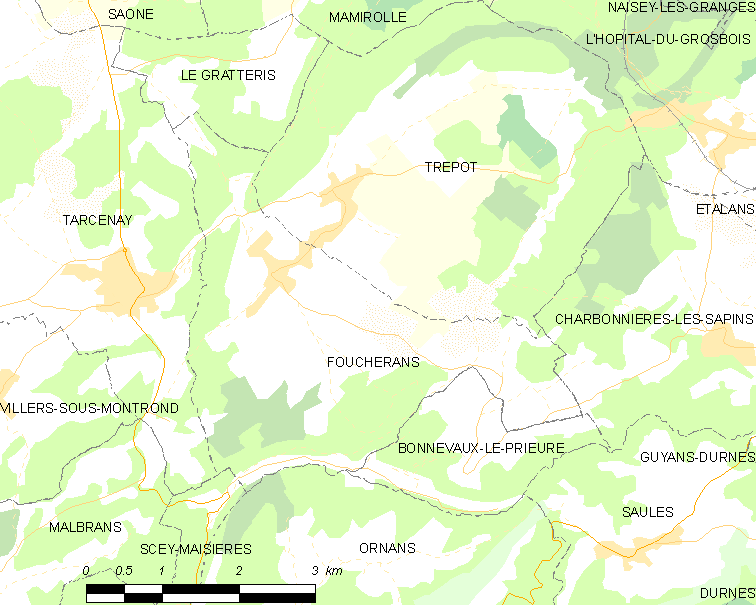
富什朗的OSM定位图

## 行政
富什朗的邮政编码为25620，INSEE市镇编码为25250。

## 政治
富什朗所属的省级选区为奥尔南县。

## 人口

1962-2008年间富什朗人口变化图示

富什朗于2015时的人口数量为466人。